# Улица Карла Маркса (Уфа)
Улица Ка́рла Ма́ркса — улица в историческом центре Уфы, расположена на территории Кировского, Ленинского и Советского районов города.
Улица начинается от улицы Тукаева и заканчивается на Вокзальной улице, проходит от Архиерейской слободы до Вокзальной и Лагерной гор, соединяет Соборную, Верхнеторговую, Александровскую и Ивановскую площади.

## История
После пожара 1816 года шотландский архитектор на российской службе Вильям Гесте составил первый генеральный план города на территории 667,5 га. В декабре 1817 года он приезжал в Уфу, и вместе с губернским землемером В. К. Сметаниным внёс поправки в план. В этом виде правительство утвердило проект 3 марта 1819 года. Согласно наименованию улиц новой части города, состояла из четырёх самостоятельных улиц.
Улица от Семинарской и Архиерейской слобод до Верхнеторговой площади называлась Семинарской по Духовной семинарии на Семинарской горе. Улица, проходившая по западной границе Верхнеторговой площади, называлась Ярмарочной.
В мае 1823 года улицу, которая соединяла Верхнеторговую и, тогда ещё безымянную, Александровскую площади Новой Уфы, к приезду Императора Александра I в 1824 году, было решено назвать Александровской. Утром 18 сентября 1824 года Александр I заложил первый камень в фундамент Александровской церкви, а после закладки — выбрал место для казарм Уфимского линейного батальона внутренней стражи (построены к 1839 году).
В 1880-х годах, после расширения границ города и строительства железнодорожного вокзала Уфы, улица, идущая от современной Революционной улицы, которая спускается с Вокзальной горы, называлась Казачьей дорогой (спуском). Параллельно ей идёт Казачий переулок.
В конце XIX века Казачья дорога, Семинарская, Ярмарочная и Александровская улицы объединены в одну с названием последней. До 1901 года современная улица Антонова именовалась Малой Александровской, а в 1901—1983 годах — Симской.
В 1918 году, после Октябрьской революции, Александровская улица названа в честь Карла Маркса.

## Ансамбль
По улице расположены: Парк И. Якутова, Пушкинская аллея, сквер «Зифа», сквер М. Карима, сквер Ивановской площади. Там же установлен бюст Карла Маркса.
Сохранившиеся памятники архитектуры и исторические здания:
- Футбольный стадион «Динамо» (№ 2) — построен в 1934 году, реконструирован в 2007 году под спортивный комплекс с гостиницей
- Здание Уфимской духовной семинарии (№ 3) — построено в 1826—1830 годах по проекту архитекторов Трофимова и Кудинова в стиле позднего русского классицизма
- Главный корпус завода телефонной аппаратуры им. С. М. Кирова (№ 3б) — построено в стиле сталинского ампира
- Здания архива Присутственных мест города Уфы и Центрального государственного архива БАССР (№ 4) — построены в XIX веке и в 1965 году соответственно
- Соборный дом (№ 5/7)
- Особняк Е. А. Поносовой-Молло (№ 6)
- Особняк П. И. Костерина и С. А. Черникова (№ 11 / улица Пушкина, 86) — построен в 1907—1912 по проекту архитектора А. А. Щербачёва в стиле изобразительного модерна
- Дом советов (№ 12 корпус 4) — построен к 1961 году в стиле конструктивизма, ныне — учебный корпус № 1 УГАТУДом Советов
- Здание управления треста «Башжелдорстрой» и железнодорожного техникума (№ 12 корпус 4) — построены в 1932 году по проекту архитектора В. О. Вайднера в стиле конструктивизма[7], перестроены в 1950—1960 годах под учебные корпуса Уфимского авиационного института, ныне — учебный корпус № 4 УГАТУ
- Усадьба Е. И. Коншиной (№ 13) — построена в начале XX века, в 2007 году снесена угловая часть[8], ныне — заброшена
- Дом офицеров Уфимского гарнизона (№ 14 / Коммунистическая улица, 43) построено в конце XIX — начале XX веков как Большая Сибирская гостиница или Доходный дом А. М. Паршина
- Доходный дом В. И. Видинеева (№ 15) — построен в 1900—1903 годах в кирпичном стиле[9], ныне — заброшен
- Доходные дома С. С. Меклера (№ 16 и № 16а)
- Второй коммунальный дом (№ 17/19) — построен в 1931—1937 годах по проекту архитекторов Д. М. Ларионова и Н. Ю. Лермонтова в стиле конструктивизма[10]
- Доходные дома С. П. Давыдова (№ 18 и № 18а)
- Магазин братьев Каримовых и Шамгулова (№ 23) — построен в 1905—1907 годах, ныне — ЦУМ. В 1917—1918 годах в этом здании проходили заседания Миллят Меджлиси[тат.] (Национального Собрания мусульман тюрко-татар Внутренней России и Сибири).[11]
- Дома Шаминых (№ 24 и № 24/1)
- Гостиница «Астория» (№ 25) — построена в 1894—1905 годах, перестроена в 1950—1960 годах
- Дом А. П. Зайкова (№ 25) — построен в 1860-е годы как одноэтажный дом, в 1896 году надстроен этаж и два боковых крыла (отчего первоначальный дом стал ризалитом) по проекту неизвестного архитектора
- Здание Духовного женского училища (№ 27 / Коммунистическая улица, 50) — построено в 1860-е годы
- Доходный дом Г. К. Нагеля (№ 29 / Коммунистическая улица, 39) — построен в конце XIX века как одноэтажный дом, надстроен в начале XX века этаж с башенкой[12][13]
- Дом Юлии Нагель (№ 31) — построен в начале XX века по проекту неизвестного архитектора[14]
- Дом медиков и актёров (№ 31) — построен в 1930-х годах по проекту архитектора Б. Г. Калимуллина в стиле сталинского ампира
- Дом М. С. Ларионова (№ 33)
- Здание Второй пожарно-полицейской части Уфы (№ 37 корпус 1) — построено в 1890-х годах в кирпичном стиле подрядчиком Фёдоровым с освидетельствованием архитектором П. Г. Ланевским; в 1960-х—1999 годах — здание завода «Уфасельмаш»: надстроен третий этаж из современного кирпича и уничтожена пожарная каланча; в 2003 году перестроено под бизнес-центр «Капитал»: облик утрачен
- Здание электростанции Н. Коншина (№ 37 корпус 2) — построено в 1896—1898 годах по проекту неизвестного архитектора; в 1960-х—1999 годах — здание завода «Уфасельмаш»: надстроен третий этаж из современного кирпича; в 2003 году перестроено под бизнес-центр «Капитал»: сохранился только фасад
- Особняк Шкапских (№ 41)
- Дома усадьбы Набатовых (№ 43 и № 45)
- Дворец культуры железнодорожников (№ 50) — ныне здание занимает кафедра акушерства и гинекологии БГМУ
- Дом-особняк Новиковых (№ 51)
- Здания казарм внутренней стражи (№ 55 и № 55а) — на здании № 55 в мае 1965 года установлена мемориальная доска: «В этом здании в годы Великой Отечественной войны находилось Уфимское пехотное военное училище Красной армии»
- Северный и южные корпуса казарм внутренней стражи (№ 55/1 и № 55/2)[15]
- Особняк Воскресенских (? / улица Достоевского, 54 корпус 1) — деревянный дом с мезонином построен в 1902—1903 годах[16][17][18]
- Здание управления Куйбышевской железной дороги (№ 69)
- Дом М. Н. Остроумовой (№ 81)

Новоделы:
- Торгово-деловой комплекс «Александровский пассаж» (№ 20)[19]

Снесены:
- Здание Полежаевского пансиона (№ 8)[20][21][22]
- Доходный дом С. С. Меклера (№ 20)[19][23]
- Александровская церковь (Александровская площадь)

## Галерея
- Памятники архитектуры и здания по улице Карла Маркса
- Уфимская духовная семинария
- Здание Уфимской духовной семинарии
- Спортивный комплекс «Динамо» с улицы Заки Валиди
- Особняк Поносовой-Молло
- Дом П. И. Костерина и С. А. Черникова
- Второй коммунальный дом, в котором жили Тухват Янаби, Сагит Мифтахов, Фридрих Вольф
- Магазин братьев Каримовых и Шамгулова — ЦУМ
- Гостиница «Астория» и дом А. П. Зайкова (справа)
- Дом А. П. Зайкова
- Горельеф на боковом фасаде корпуса № 8 УГАТУ
- Доходный дом Г. К. Нагеля (слева) и Дом офицеров Уфимского гарнизона (справа)
- Доходный дом Г. К. Нагеля
- Дом офицеров Уфимского гарнизона
- Электростанция Н. Коншина (справа) на Александровской улице
- Здания электростанции Н. Коншина и Второй пожарно-полицейской части Уфы (справа)
- Здание электростанции Н. Коншина
- Доходный дом С. С. Меклера
- Второй доходный дом С. С. Меклера
- Второй доходный дом С. С. Меклера (задний фасад)
- Доходный дом С. П. Давыдова
- Торгово-деловой комплекс «Александровский пассаж» — новодел, копия Доходного дома С. С. Меклера
- Дом М. С. Ларионова (слева) на Александровской улице (открытка)
- Дом М. С. Ларионова
- Александровская церковь и Особняк Шкапских (слева в углу) с колокольни Второй пожарно-полицейской части Уфы, ныне — бизнес-центр «Капитал», № 37 корпус 1 (фотография А. Петровой)
- Александровская церковь со стороны перекрёстка улиц Карла Маркса и Чернышевского (открытка)
- Дом-особняк Новиковых с Александровской площади
- Дом-особняк Новиковых с улицы Карла Маркса
- Бюст Карла Маркса на Ивановской площади
- Дворец культуры железнодорожников
- Здания № 55 (слева) и № 55а (справа) казарм внутренней стражи
- Здание № 55а казарм внутренней стражи